# Gnidia variabilis
Gnidia variabilis är en tibastväxtart som först beskrevs av Charles Henry Wright, och fick sitt nu gällande namn av Adolf Engler. Gnidia variabilis ingår i släktet Gnidia och familjen tibastväxter. Inga underarter finns listade i Catalogue of Life.